# Margay
Margay, margaykatt eller långsvanskatt (Leopardus wiedii, även Felis wiedii) är en art i familjen kattdjur och en nära släkting till ozeloten. Djuret förekommer i Amerika.

## Kännetecken
Denna katt skiljer sig från ozeloten genom mindre storlek och en längre svans. Liksom ozeloten har den en gulbrun päls med ringformade fläckar. Öronen har som hos flera andra kattdjur en vit fläck på baksidan. Kroppslängden ligger mellan 45 och 80 cm och svansens längd ligger mellan 33 och 50 cm. Vikten varierar mellan 2,6 och 4 kg.

## Utbredning
Margaykatten förekommer i Central- och Sydamerika öster om Anderna. Utbredningsområdet sträcker sig från norra Mexiko till Uruguay och Argentina. Habitatet utgörs huvudsakligen av skogar, särskild av tropiska och subtropiska regnskogar.

## Underarter
- Leopardus wiedii wiedii, östra och centrala Brasilien, Paraguay, Uruguay, norra Argentina
- Leopardus wiedii amazonica, västra Brasilien, inre Peru, Colombia och Venezuela
- Leopardus wiedii boliviae, Bolivia
- Leopardus wiedii cooperi, norra Mexiko
- Leopardus wiedii glaucula, centrala Mexiko
- Leopardus wiedii nicaraguae, Honduras, Nicaragua, Costa Rica
- Leopardus wiedii oaxacae, södra Mexiko
- Leopardus wiedii pirrensis, Panama, Colombia, Ecuador, Peru
- Leopardus wiedii salvinia, Chiapas, Guatemala, El Salvador
- Leopardus wiedii yucatanica, Yucatán

## Levnadssätt
Denna katt har särskilt god förmåga att klättra i träd och vistas nästan hela livet i träd. Den har också möjligheten att endast med de bakre extremiteterna klamra sig fast i ett träd. Det är även den enda arten i familjen kattdjur som kan klättra nedför ett träd med huvudet nedåt.
Margaykatten är aktiv både på dagen och på natten och lever den största delen av året ensam. Varje individ har ett revir som är 15 till 43 kvadratkilometer stor.

### Föda
Som alla kattdjur är margaykatten huvudsakligen köttätare och livnär sig främst av däggdjur som gnagare och primater, men även av fåglar, ödlor och trädlevande groddjur.

### Fortplantning
Om djurets parningsbeteende är lite känt. Alla iakttagelser avser individer i fångenskap. Ingen särskild parningstid är känd. Efter dräktigheten som varar i 78 till 84 dagar föder honan ett eller två ungdjur. De i början blinda ungarna öppnar sina ögon för första gången efter två veckor. Efter cirka åtta veckor börjar ungarna äta fast näring.

## Hot
Tidigare blev denna katt jagad för pälsens skull, vilket varje år drabbade flera tusen individer. Idag finns i flera länder skyddsåtgärder. CITES listar arten i appendix I, och därför är det även förbjudet att handla med begagnade föremål av margaykatten. Idag utgör skogsröjningen det största hotet för denna katt, eftersom den inte kan anpassa sig till andra miljöer. Djuret betraktas som skyggt och sällsynt. På grund av det stora levnadsområdet listas arten av IUCN som nära hotad (NT). Hela beståndet uppskattas till cirka 50 000 vuxna individer.